# Metaalbewerkersbrug
Metaalbewerkersbrug (brug 909) is een bouwkundig kunstwerk in Amsterdam-Noord.
De vaste brug in de vorm van een viaduct is gelegen in de Kamperfoelieweg. Ze voert over een voet- en fietspad, dat de verbinding vormt tussen twee buurten die die weg van elkaar scheidt. Aan de westzijde zijn de straten vernoemd naar beroepen die in de scheepsbouw werkzaam waren, in dit geval de metaalbewerker. Aan de oostzijde zijn de straten vernoemd naar kruiden; de buurt Marjoleinterrein. Het werd gebouwd in de jaren 1968 en 1969 toen Amsterdam bij de inrichting van wijken vasthield aan gescheiden verkeersstromen waarbij wegen voor snelverkeer bijna altijd op een dijklichaam lagen en voet- en fietspaden op maaiveldniveau. Het kunstwerk is bijna geheel opgetrokken uit beton naar een ontwerp van Sier van Rhijn van de Dienst der Publieke Werken, die ongeveer twintig verkeersbruggen in de stad zou ontwerpen. Die bruggen zijn soms te herkennen aan de seriematige opzet. Zo komen de door Van Rhijn ontworpen brugleuningen vaker voor in Amsterdam-Noord. Voorts heeft een aantal van zijn bouwwerken in de keermuren geribbelde vlakjes ten opzichte van glad beton. De brug kreeg overigens pas in 2018 haar naam.

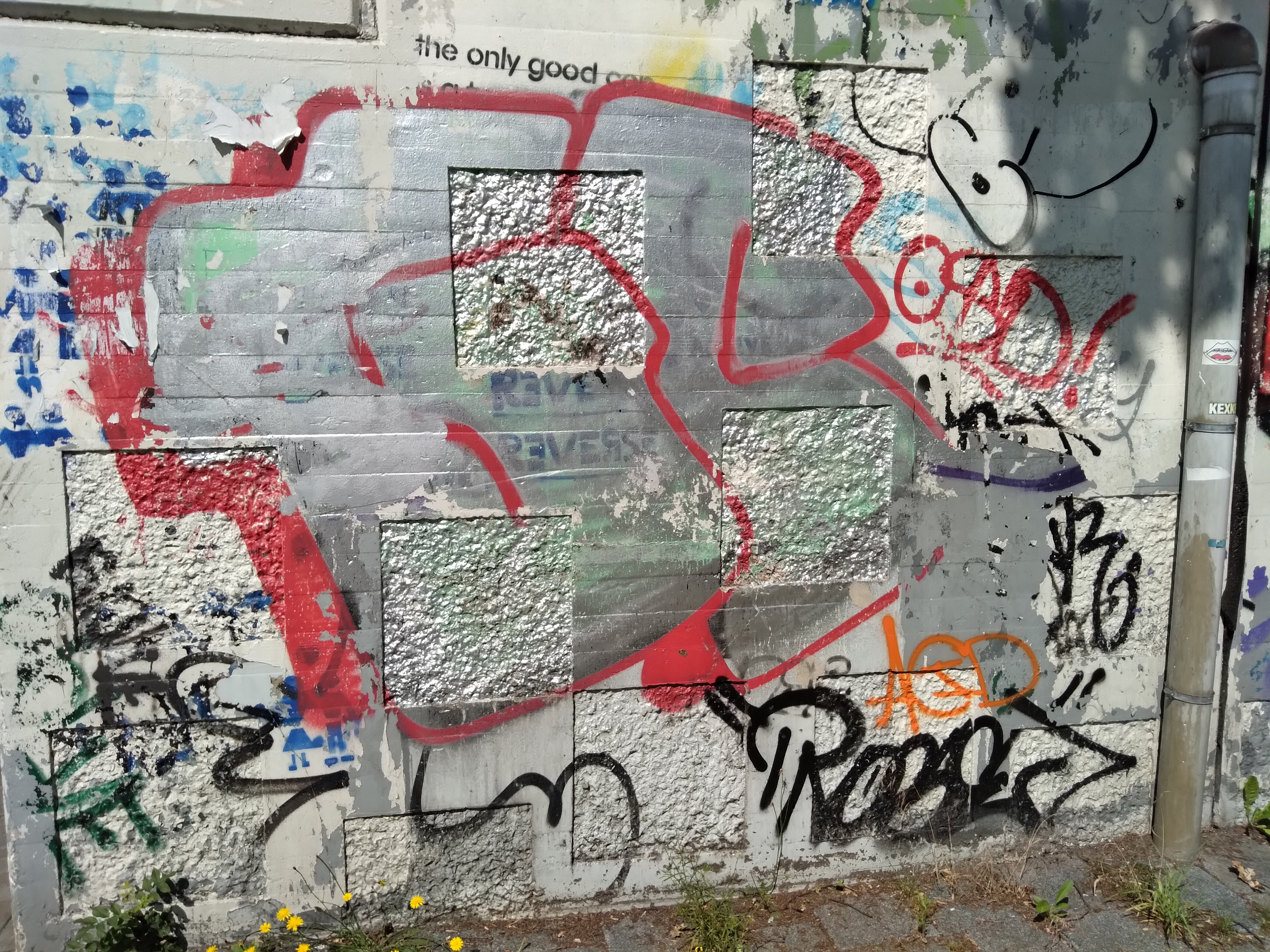
Glad en geribbeld beton (juli 2021)

<<< · 900 · 901 · 904 · 905 · 906 · 907 · 908 · 909 · 912 · 913 · 914 · 915 · 916 · 917 · 918 · 919 · 920 · 923 · 924 · 930 · 932 · 933 · 934 · 935 · 936 · 937 · 939 · 943 · 944 · 945 · 946 · 947 · 948 · 949 · 950 · 951 · 952 · 953 · 954 · 956 · 957 · 958 · 959 · 960 · 961 · 962 · 963 · 964 · 965 · 966 · 967 · 968 · 970 · 971 · 972 · 973 · 974 · 975 · 978 · 979 ·  980 · 981 · 984 · 985 · 986 · 987 · 988 · 989 · 990 · 991 · 992 · 993 · 994 · 995 · 996 · 997 · 998 · 999 · >>>
Brugnummers  902, 903, 910, 911, 920, 921, 922, 925, 926, 927, 928, 929, 931, 937, 938, 940, 941, 942, 955, 969, 976, 977, 982, 983 zijn niet (meer) vergeven.